# Riisipere
Riisipere – miasteczko w Estonii, w prowincji Harju, stolica gminy Nissi.